# Arquidiócesis de Potenza-Muro Lucano-Marsico Nuovo
La arquidiócesis de Potenza-Muro Lucano-Marsico Nuovo (en latín: Archidioecesis Potentina-Murana-Marsicensis y en italiano: Arcidiocesi di Potenza-Muro Lucano-Marsico Nuovo) es una circunscripción eclesiástica de la Iglesia católica en Italia. Se trata de una arquidiócesis latina, sede metropolitana de la provincia eclesiástica de Potenza-Muro Lucano-Marsico Nuovo. Desde el 2 de febrero de 2024 su arzobispo es Davide Carbonaro, de los Clérigos Regulares de la Madre de Dios

## Territorio y organización

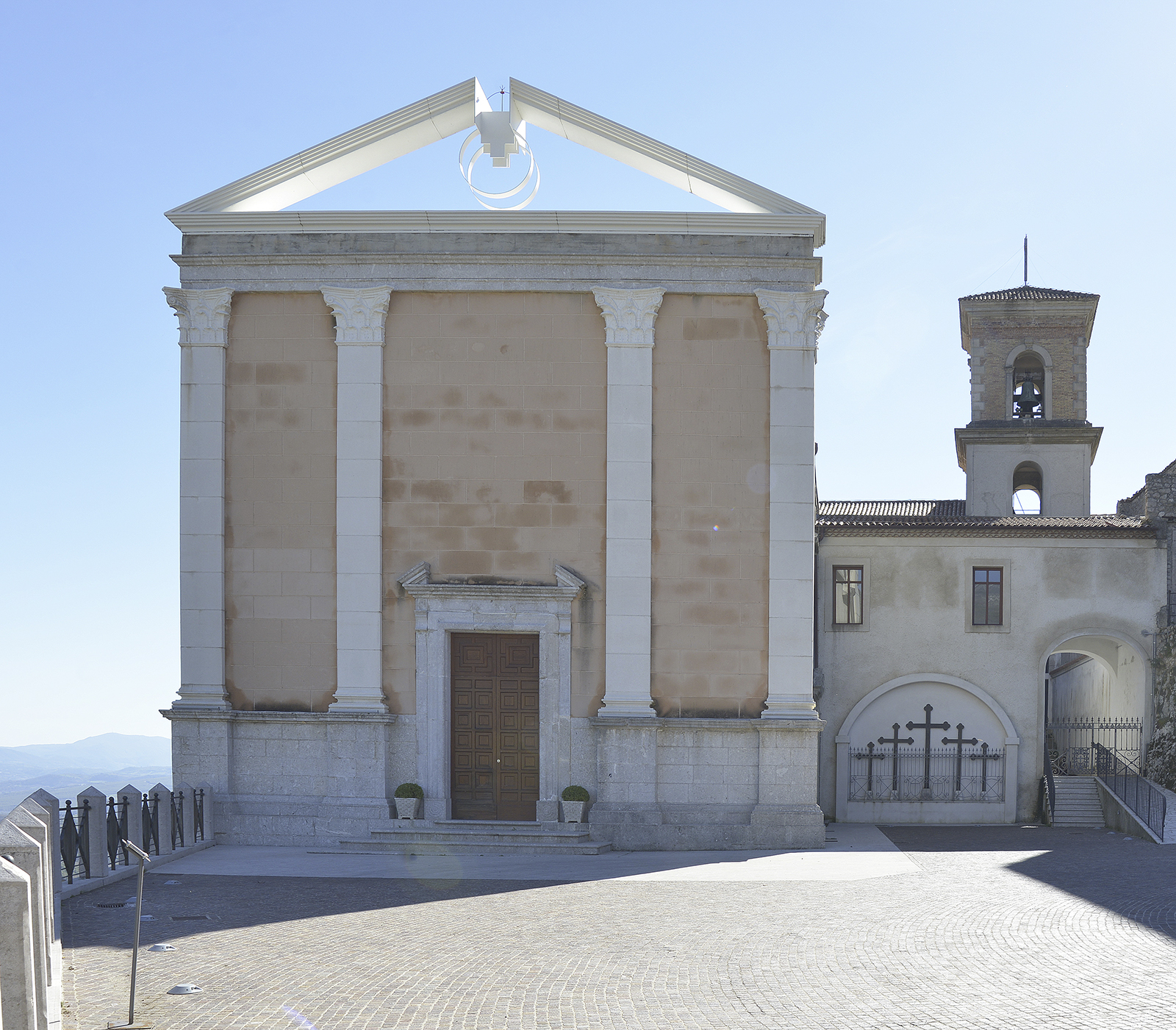
Concatedral de San Nicolás, en Muro Lucano

La arquidiócesis tiene 1634 km² y extiende su jurisdicción sobre los fieles católicos de rito latino residentes en 25 comunas de la provincia de Potenza en la región de Basilicata: Potenza, Muro Lucano, Marsico Nuovo, Abriola, Avigliano, Balvano, Baragiano, Bella, Brienza, Castelgrande, Filiano, Grumento Nova, Marsicovetere, Paterno, Picerno, Pignola, Ruoti, Sant'Angelo Le Fratte, Sasso di Castalda, Satriano di Lucania, Savoia di Lucania, Tito, Tramutola, Vietri di Potenza y Viggiano.

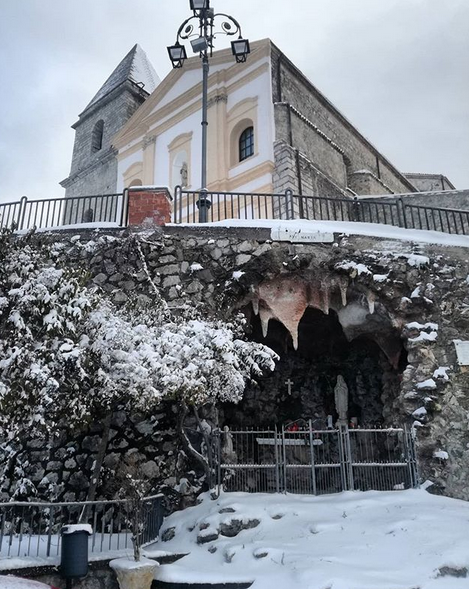
Concatedral de Santa María Asunta y San Jorge, en Marsico Nuovo

La sede de la arquidiócesis se encuentra en la ciudad de Potenza, en donde se halla la Catedral de San Gerardo. En Muro Lucano se halla la Concatedral de San Nicolás, en Marsico Nuovo la Concatedral de Santa María Asunta y San Jorge, en Avigliano la basílica pontificia de Santa María del Carmen y en Viggiano el santuario de la Virgen Negra del Sacro Monte.

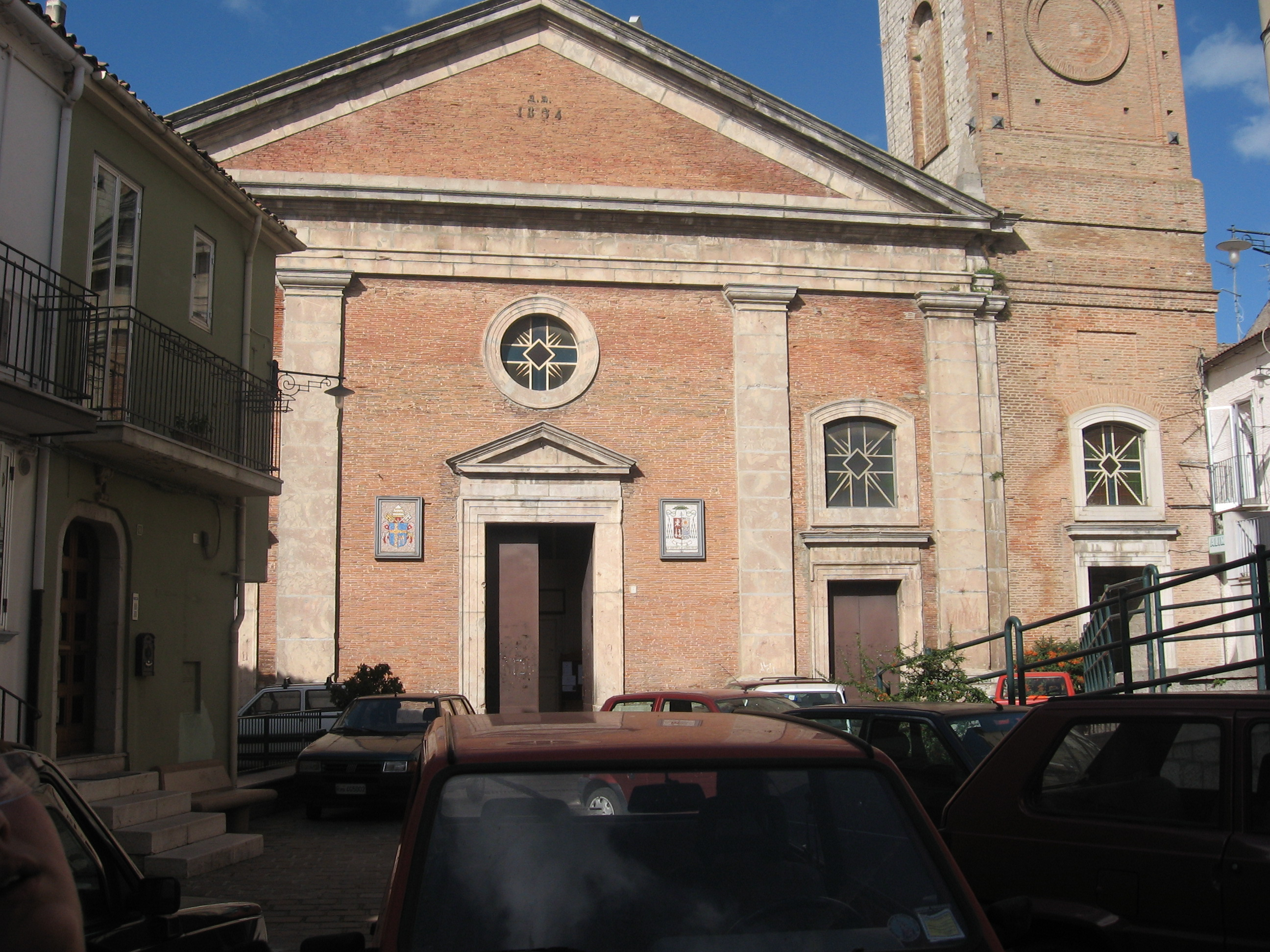
Basílica pontificia de Santa María del Carmen, en Avigliano

La arquidiócesis tiene como sufragáneas a las arquidiócesis de Acerenza y Matera-Irsina y a las diócesis de Melfi-Rapolla-Venosa, Tricarico y Tursi-Lagonegro.

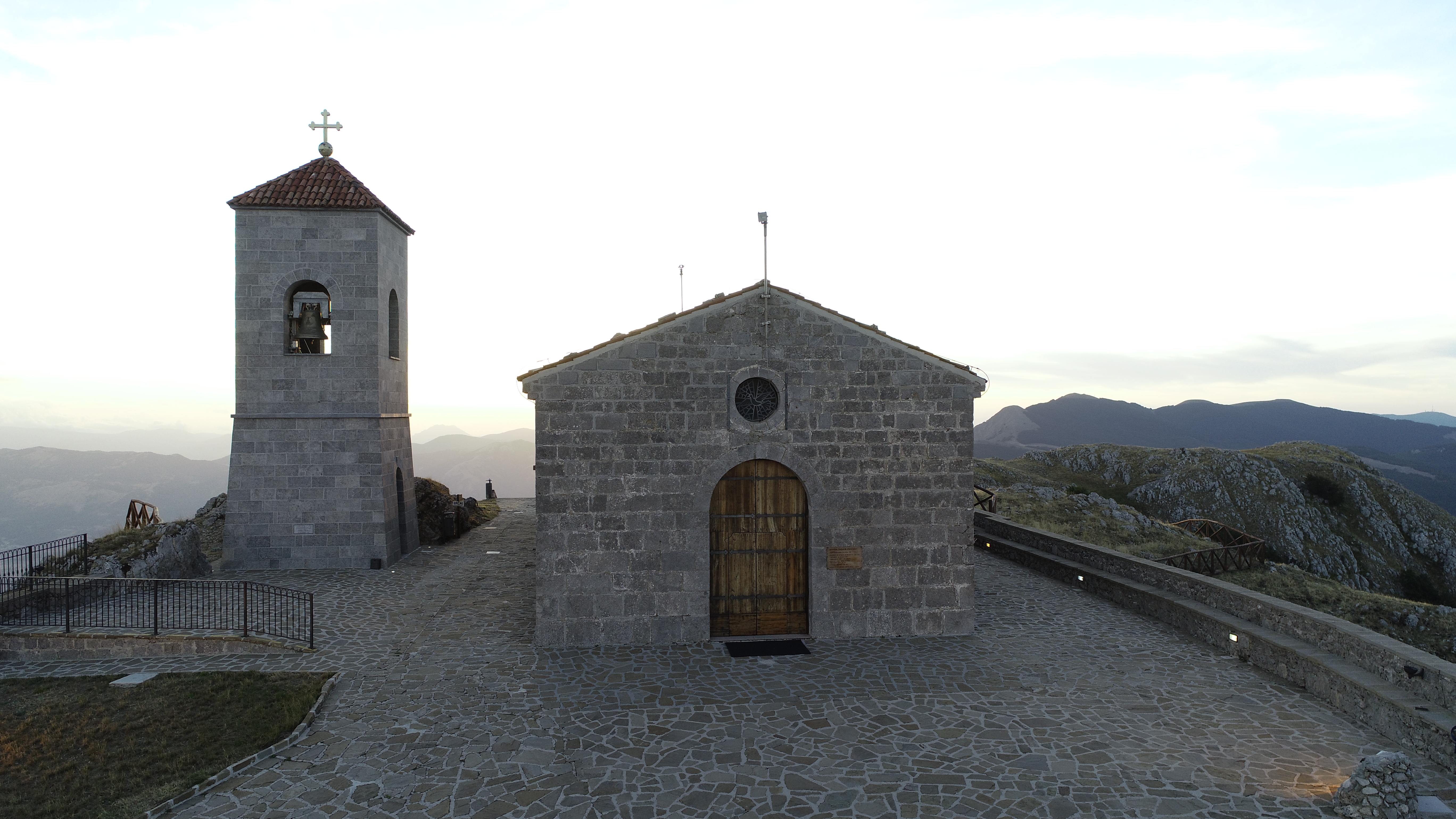
Santuario de la Virgen Negra del Sacro Monte, en Viggiano

En 2021 en la arquidiócesis existían 61 parroquias agrupadas en 6 zonas pastorales: Città di Potenza, Tito, Avigliano, Muro Lucano, Valle del Melandro y Valle d'Agri. 

## Historia
La arquidiócesis actual es el resultado de la unión plena de tres sedes episcopales distintas, cada una con su propia historia.

### Muro Lucano
La diócesis de Muro Lucano fue erigida en una época incierta en la primera mitad del siglo XI, en un período en el que la ciudad formaba parte del principado lombardo de Salerno. El primer obispo documentado fue Leone, que participó en un sínodo romano en 1050 bajo el pontificado de León IX y firmó el decreto de canonización de san Gerardo de Toul. La diócesis era sufragánea de la Arquidiócesis de arquidiócesis de Conza.
Probablemente Leone fue sucedido por Eustachio, quien participó en el Concilio de Melfi I en 1059. A principios del siglo XII, se sabe que el obispo Gaudino participó en la consagración de la iglesia de San Sabino en Canosa (1101) y aparece en un diploma de 1105. El obispo Roberto fue el responsable de la consagración de la catedral de Muro, que tuvo lugar en 1169.
Durante el Cisma de Occidente, el obispo Antonio, que había adherido a la obediencia de Aviñón, sufrió mucho y arriesgó una sentencia de muerte por parte del rey de Nápoles. Refugiado en el castillo de Buccino, continuó gobernando la diócesis desde ese lugar, que el antipapa Clemente VII erigió como nueva diócesis (conocida como sede Polsinensis o Bolsinensis) en lugar de Muro. Le sucedió otro obispo de aviñonés, también llamado Antonio (1395), designado por el antipapa Benedicto XIII.
Del período postridentino merece especial mención el obispo Filesio Cittadini (1562-1572), que instituyó el seminario diocesano y celebró el primer sínodo en 1565. A menudo los obispos tuvieron que tratar con un clero reacio a aceptar las innovaciones tridentinas. Así, el obispo Giovanni Carlo Coppola (1643-1652), conocido como autor de poemas y textos de literatura sagrada, convocó un sínodo en 1645 para combatir la difusión de la magia, la usura y la astrología, pero la oposición del clero hizo que la implementación del los decretos del sínodo fueran inútiles.
En 1728 el obispo Domenico Antonio Manfredi (1724-1738) consagró la nueva catedral dedicada a María Asunta. El propio obispo trabajó intensamente para reformar su diócesis: «reorganizó el cabildo  reguló el seminario, realizó visitas pastorales anuales, celebró diez sínodos, estableció montes del trigo y de la piedad, ordenó los títulos de las propiedades eclesiásticas y creó un archivo para salvaguardar la documentos".
Durante el episcopado de Manfredi nació en Muro san Gerardo Mayela, patrono de la diócesis. En 1800 nació en San Fele san Justino de Jacobis, misionero lazarista en Etiopía y copatrono de Basílicata.
El 2 de julio de 1954, después de nueve siglos, Muro Lucano fue separada de la metrópolis de Conza y pasó a formar parte de la provincia eclesiástica de la arquidiócesis de Acerenza mediante la bula Acherontia et Matera del papa Pío XII; poco más de veinte años después, el 21 de agosto de 1976, cambió de nuevo de provincia eclesiástica y pasó a ser sufragánea de la arquidiócesis de Potenza mediante la bula Quo aptius del papa Pablo VI.
Durante los años setenta, la diócesis sufrió una notable reducción de su territorio: de hecho, el 31 de marzo de 1973 cedió las parroquias de las comunas campanas de Ricigliano y Romagnano a la diócesis de Campagna mediante el decreto Quo aptius de la Congregación para los Obispos; el 8 de septiembre de 1976 las comunas de Rapone, Ruvo del Monte y San Fele pasaron a la diócesis de Melfi mediante otro decreto llamado Quo aptius de la Congregación para los Obispos. En el momento de la plena unión con Potenza, la diócesis de Muro le quedaban, además de la ciudad episcopal, las parroquias de las comunas de Bella, Castelgrande y Balvano.

### Marsico Nuovo
La diócesis de Marsico Nuovo tiene sus orígenes en la antigua diócesis de Grumentum, de la que se conocen tres obispos: Sempronio Atto, que vivió en la segunda mitad del siglo IV; Giuliano o Tulliano, mencionado en una carta del papa Pelagio I que data del 558/560; y Rodolfo Alano mencionado en la Gesta Sancti Laverii y vivió en una época no especificada, pero posterior a Giulio. Según la Gesta, la destrucción de Grumentum por los sarracenos en el siglo IX provocó el traslado de la sede a Marsico Nuovo; Sin embargo, lo más probable es que la decadencia de la ciudad después del siglo VI fuera la causa del fin de la diócesis, como se desprende de pruebas arqueológicas recientes. Sin embargo, incluso en los siglos XI y XII los obispos de Marsico no habían renunciado al antiguo título: por ejemplo, el obispo Giovanni, en 1095, firmó Episcopus sanctae sedis Grumentinae in civitate Marsico; y en 1123 el obispo Leone Grumentinae sedis pontifex.
La diócesis de Marsico Nuovo se estableció en el siglo XI y fue puesta sufragánea de la arquidiócesis de Salerno el 24 de marzo de 1058 mediante una bula del papa Esteban IX. Esta es la primera mención históricamente confiable de la diócesis de Marsico. Algunos obispos de los siglos siglo VIII al siglo X atribuidos a esta sede son históricamente inciertos y no son aceptados por la crítica moderna. El primer obispo cierto de Marsico es Gisulfo, mencionado en un diploma de donación de 1089.
La catedral, dedicada a la Asunción y a San Jorge, fue reconstruida tras la destrucción causada por los sarracenos y consagrada en 1131 por el obispo Enrico. La diócesis original incluía los territorios de Marsico, Marsicovetere, Viggiano y Sasso. En el territorio diocesano surgieron diversas abadías benedictinas, dependientes de la abadía de Cava hasta el siglo XIV; entre ellos se recuerda el priorato de San Giovanni di Marsicovetere, la abadía de Santo Stefano di Marsico (actualmente iglesia de San Gianuario), la iglesia de San Marco en el territorio de Sasso di Castalda, el feudo abacial de Tramutola.
La devoción hacia dos mártires locales pronto se extendió en la zona de Marsico; el primero es san Laverio, de quien se dice que sufrió el martirio en 312 en Grumentum, y cuya vida se cuenta en la Gesta Sancti Laverii, escrita en 1162 por Roberto di Romana, diácono de Saponara; el segundo es san Gianuario, que según la tradición fue obispo de Cartago y evangelizó el territorio de Marsico, sufriendo el martirio en el año 282.
Entre los obispos postridentinos, es particularmente recordado Giuseppe Ciantes (1640-1656): en 1643 celebró un sínodo para la aplicación del concilio; reconstruyó la catedral; estableció el seminario diocesano y el archivo del obispo. Como se desprende del informe de la visita ad limina de 1594, en este período la diócesis incluía ocho territorios: Marsico, Marsicovetere, Viggiano, Saponara, Sarconi, Moliterno, Sasso y Brienza.
El 27 de junio de 1818 la diócesis de Marsico Nuovo se unió aeque principaliter a la diócesis de Potenza mediante la bula De utiliori del papa Pío VII. Sin embargo, las respectivas provincias eclesiásticas a las que pertenecían seguían siendo distintas.
El 2 de julio de 1954 Marsico Nuovo pasó a formar parte de la provincia eclesiástica de la arquidiócesis de Acerenza. El 21 de agosto de 1976 se convirtió en sufragánea de la arquidiócesis de Potenza. El 8 de septiembre siguiente cedió las comunas de Sarconi y Moliterno a la diócesis de Anglona-Tursi.

### Potenza
La diócesis de Potenza está documentada por primera vez a partir de finales del siglo V. El primer obispo conocido es Erculenzio, que recibió dos cartas del papa Gelasio I, escritas entre 494/495 y 495/496. Respecto al segundo obispo conocido, Amanzio o Amando, la atribución a esta sede o a la de Potenza Picena es incierta: Amanzio participó en los concilios convocados en Roma por el papa Símaco en 501 y 502. El tercer obispo del período temprano, Pietro, recibió algunas cartas del papa Pelagio I en 559. También es incierta la atribución a la sede lucaniana del obispo Balas, que participó en un concilio romano en 826.
Tras siglos de silencio, la sede de Potenza reapareció en el siglo XI coincidiendo con la reorganización eclesiástica de la región llevada a cabo por los normandos. Potenza se menciona entre las sufragáneas de la arquidiócesis de Acerenza en el privilegio concedido por el papa Alejandro II el 13 de abril de 1068 al arzobispo Arnaldo. El primer obispo documentado después de la restauración de la diócesis es Bruno, mencionado en otro diploma de Alejandro II de marzo/abril de 1068.
De 1111 a 1119 fue obispo de Potenza san Gerardo, quien construyó la catedral y hoy es el santo patrón de la arquidiócesis. Su sucesor, Manfredo, escribió la vida del santo obispo y recibió en la ciudad al papa Inocencio II y al emperador Lotario II el 18 de julio de 1137.
Según la investigación encargada por el papa Clemente V en 1310, en este período la diócesis incluía Potenza, Abriola, Castri Bellotti, Glorioso (Arioso), Avigliano, Castri Mediani (Castelmezzano), Tito, Castelluccio, Vignola (Pignola) y Picerno. «En 1324 ya se registraron algunos cambios: Vignola, Abriola, Glorioso, Tito, Picerno, Ruoti, La Caldana, Baragiano y Avigliano formaban parte de él con la incorporación de Lagopesole, que en aquella época tenía considerable importancia como residencia de verano de la familia real angevina».
En el siglo XIV jugó un papel importante el obispo Angelo (1419-1429), asesor de la reina Juana II de Nápoles y a quien se le atribuye la destrucción de la ciudad de Satrianum. El obispo Antonio Angeli (1450-1463) prestó especial atención a la catedral, a la que dotó de "muebles sagrados y suntuosos objetos de plata".
Entre los obispos postridentinos se encuentran Tiberio Carafa, quien realizó dos visitas pastorales en 1566 y 1571; Sebastiano Barnaba, de cuyo primer relato de la visita ad limina realizada en 1592; Bonaventura Claverio (Claver), que celebró el primer sínodo diocesano en 1653, con disposiciones encaminadas a reformar la liturgia, la piedad y las costumbres, y que completó la construcción del seminario, iniciada por el obispo Achille Caracciolo (1616-1623). Del informe de la visita ad limina realizada por Claverio en 1655 se desprende que «en aquel período el distrito diocesano comprendía ocho centros (Potenza, Pignola, Abriola, Tito, Picerno, Baragiano, Ruoti y Avigliano) con 18 000 almas, 238 sacerdotes, 173 religiosas, 36 monjas clarisas, 34 cofradías laicas».
Durante el período francés, la diócesis se vio sacudida por disturbios y revueltas, que inflamaron la ciudad episcopal y otros centros de la diócesis, con cientos de muertos. Este clima de tensión no estuvo ajeno a la trágica muerte del obispo Giovanni Andrea Serrao, activo partidario de la República Napolitana de 1799.
El 27 de junio de 1818 la diócesis de Potenza se unió aeque principaliter a la diócesis de Marsico Nuovo mediante la bula De utiliori del papa Pío VII.
Debido a los levantamientos revolucionarios de 1820-1822, el obispo Giuseppe Maria Botticelli nunca pudo tomar posesión de la diócesis debido a la oposición de su clero y tuvo que ser trasladado a Gallipoli. Su sucesor Pietro Ignazio Marolda (1822-1837) encontró también una fuerte oposición entre el clero de la ciudad de Potenza que no aceptó ciertas reformas perjudiciales para sus derechos y las decisiones del sínodo convocado por el obispo en 1834. Finalmente, Marolda también tuvo que ser trasladado a Pozzuoli. En la difícil fase de la transición hacia la unificación de Italia, el obispo Miguel Ángel Pieramico fue acusado, junto con otros sacerdotes, de conspirar contra el soberano napolitano; fue juzgado pero al final fue completamente absuelto de los cargos (1852).
En 1930 fue nombrado obispo de Potenza y Marsico Augusto Bertazzoni (1930-1966), quien, para una mayor eficacia en la gestión de las dos diócesis y para fortalecer aún más la unión, fusionó las dos curias diocesanas y abolió la doble figura del vicario general nombrando un delegado episcopal para Marsico. Trabajó intensamente por el bien de su diócesis y en su compromiso con el bienestar durante la Segunda Guerra Mundial; "Debido a la santidad de su vida y a su gran celo pastoral, en 1995 se inició el proceso para la causa de beatificación".
El 11 de febrero de 1973, mediante la bula Cum Italicas del papa Pablo VI, la diócesis de Potenza fue elevada al rango de arquidiócesis inmediatamente sujeta a la Santa Sede. El 21 de agosto de 1976, mediante la bula Quo aptius del papa Pablo VI, la arquidiócesis de Potenza se convirtió en sede metropolitana con jurisdicción sobre todas las diócesis lucanianas.
Durante los años setenta, la arquidiócesis experimentó un importante aumento de su territorio, que hasta entonces estaba formado por las mismas comunas documentadas en el informe de 1655: de hecho, el 31 de marzo de 1973 adquirió las parroquias de las comunas lucanas de Sant'Angelo Le Fratte, Vietri de Potenza, Satriano de Lucania y Saboya de Lucania de la diócesis de Campagna; el 8 de septiembre de 1976 anexó la comuna de Tramutola, que pertenecía a la jurisdicción espiritual de la abadía territorial de la Santísima Trinidad de Cava de' Tirreni, y las parroquias de Inforchia (comuna de Castelguidone), alejadas de la diócesis de Rapolla, y de Castelglorioso-Arioso, cedida por la arquidiócesis de Acerenza.

### Sedes unidas
Las sedes de Potenza y Marsico Nuovo ya estaban unidas aeque principaliter en 1818. El 5 de marzo de 1973 el arzobispo de Potenza (y obispo de Marsico Nuovo), Aurelio Sorrentino, fue nombrado también obispo de Muro Lucano, que había estado vacante durante tres años, uniendo así in persona episcopi las tres diócesis.
El 30 de septiembre de 1986, con el decreto Instantibus votis de la Congregación para los Obispos, las sedes de Potenza, Marsico Nuovo y Muro Lucano se unieron en plena unión y la circunscripción eclesiástica tomó su nombre actual.

## Estadísticas
Según el Anuario Pontificio 2022 la arquidiócesis tenía a fines de 2021 un total de 153 000 fieles bautizados.
| Año                                                                             | Población            | Población | Población      | Sacerdotes | Sacerdotes    | Sacerdotes    | Bautizados por sacerdote | Diáconos permanentes | Religiosos | Religiosos | Parroquias |
| Año                                                                             | Bautizados católicos | Total     | % de católicos | Total      | Clero secular | Clero regular | Bautizados por sacerdote | Diáconos permanentes | Varones    | Mujeres    | Parroquias |
| ------------------------------------------------------------------------------- | -------------------- | --------- | -------------- | ---------- | ------------- | ------------- | ------------------------ | -------------------- | ---------- | ---------- | ---------- |
| Diócesis de Muro Lucano                                                         |                      |           |                |            |               |               |                          |                      |            |            |            |
| 1950                                                                            | 35 000               | 35 000    | 100.0          | 38         | 38            |               | 921                      |                      |            | 36         | 14         |
| 1970                                                                            | 35 000               | 35 000    | 100.0          | 36         | 33            | 3             | 972                      |                      | 4          | 50         | 17         |
| 1980                                                                            | 18 320               | 18 320    | 100.0          | 16         | 16            |               | 1 145                    |                      |            | 15         | 12         |
| Diócesis de Potenza y Marsico Nuovo                                             |                      |           |                |            |               |               |                          |                      |            |            |            |
| 1950                                                                            | 87 050               | 87 050    | 100.0          | 89         | 65            | 24            | 978                      |                      | 36         | 136        | 25         |
| 1970                                                                            | ?                    | 111 457   | ?              | 93         | 54            | 39            | ?                        |                      | 46         | 218        | 33         |
| 1980                                                                            | 133 400              | 136 400   | 97.8           | 97         | 64            | 33            | 1 375                    |                      | 35         | 201        | 42         |
| Arquidiócesis de Potenza-Muro Lucano-Marsico Nuovo                              |                      |           |                |            |               |               |                          |                      |            |            |            |
| 1990                                                                            | 153 800              | 154 800   | 99.4           | 106        | 68            | 38            | 1450                     | 3                    | 40         | 220        | 57         |
| 1999                                                                            | 152 000              | 152 600   | 99.6           | 103        | 72            | 31            | 1475                     | 13                   | 33         | 178        | 59         |
| 2000                                                                            | 152 000              | 152 600   | 99.6           | 104        | 73            | 31            | 1461                     | 13                   | 33         | 135        | 59         |
| 2001                                                                            | 178 000              | 180 000   | 98.9           | 107        | 77            | 30            | 1663                     | 18                   | 32         | 130        | 61         |
| 2002                                                                            | 173 500              | 175 000   | 99.1           | 110        | 78            | 32            | 1577                     | 20                   | 33         | 120        | 61         |
| 2003                                                                            | 151 200              | 152 000   | 99.5           | 125        | 84            | 41            | 1209                     | 19                   | 51         | 230        | 61         |
| 2004                                                                            | 151 200              | 152 000   | 99.5           | 119        | 82            | 37            | 1270                     | 19                   | 86         | 200        | 61         |
| 2013                                                                            | 152 200              | 154 300   | 98.6           | 117        | 86            | 31            | 1300                     | 23                   | 38         | 80         | 64         |
| 2016                                                                            | 151 300              | 158 400   | 95.5           | 120        | 86            | 34            | 1260                     | 24                   | 44         | 76         | 64         |
| 2019                                                                            | 154 000              | 156 955   | 98.1           | 109        | 81            | 28            | 1412                     | 18                   | 41         | 111        | 60         |
| 2021                                                                            | 153 000              | 155 100   | 98.6           | 101        | 71            | 30            | 1514                     | 17                   | 43         | 100        | 61         |
| Fuente: Catholic-Hierarchy, que a su vez toma los datos del Anuario Pontificio. |                      |           |                |            |               |               |                          |                      |            |            |            |

## Episcopologio

### Sede de Muro Lucano
- Leone † (mencionado en 1050)[15]
- Eustachio † (mencionado en 1059)
- E. † (mencionado en 1080/1085)[nota 1]
- Gaudino † (antes de 1101-después de 1105)[15]
- Roberto I † (mencionado en 1169)
- Anónimo † (mencionado en 1200)[16]
- Monteguidone † (antes de 1212[16]-después de 1213)
- Anónimo † (mencionado en 1215)[16]
- Giovanni (o Magno) † (mencionado en 1217)
- Roberto II † (mencionado en 1239)[16]
- Nicola de Patrice † (antes de 1250-12 de junio de 1253[16] depuesto)
- Palermo † (12 de junio de 1253-después de 1274[16])
- Nicola I † (mencionado en 1322)
- Pietro † (?-20 de octubre de 1332 nombrado arzobispo de Sorrento)
- Matteo † (9 de noviembre de 1332-?)
- Nicola II, O.F.M. † (antes de 1340-14 de junio de 1344 nombrado obispo de Caserta)
- Enrico Marci † (14 de junio de 1344-1348 falleció)
- Guglielmo I † (10 de noviembre de 1348-1356 falleció)
- Giacomo del Fosco † (20 de diciembre de 1357-13 de marzo de 1364 nombrado obispo de Potenza)
- Domenico, O.Carm. † (13 de marzo de 1364-21 de abril de 1373 nombrado obispo de Ariano)
- Simone † (21 de abril de 1373-?)
  - Antonio I † (circa 1376-después de 1389 falleció) (antiobispo)
  - Antonio II † (27 de enero de 1395-?) (antiobispo)
- Guglielmo II † (antes de 1395-13 de abril de 1405 nombrado obispo de Capaccio)
- Giovanni de Pannella † (13 de abril de 1405-circa 1418 falleció)
- Guiduccio Della Porta † (16 de febrero de 1418-1423 falleció)
- Giovanni Sanfelici † (24 de septiembre de 1423-1443 renunció)
- Barnaba de Molina † (26 de agosto de 1443-circa 1462 falleció)
- Andrea Perciballi da Veroli † (26 de mayo de 1463-8 de octubre de 1464 nombrado obispo de Camerino)
- Meolo de Mascambruni † (8 de octubre de 1464-1486 falleció)
- Nicolò Antonio Pesci † (15 de febrero de 1486-1517 renunció)
- Antonio Camillo Pesci † (23 de diciembre de 1517-1521 falleció)
- Cesare Carpano † (6 de septiembre de 1521-1528 falleció)
- Matteo Grifoni, O.S.B.Vall. † (24 de enero de 1528-15 de noviembre de 1540 nombrado obispo de Trivento)
  - Ascanio Parisani † (15 de noviembre de 1540-27 de junio de 1541 renunció) (administrador apostólico)
- Silverio Petrucci † (27 de junio de 1541-1560 falleció)
- Flavio Orsini † (29 de noviembre de 1560-6 de julio de 1562 renunció)
- Filesio Cittadini † (6 de julio de 1562-1572 renunció)
- Giulio Ricci † (23 de enero de 1572-9 de mayo de 1575 nombrado obispo de Gravina)
- Daniele Vocazio, O.F.M. † (9 de mayo de 1575-1577 falleció)
- Vincenzo Petrolini † (25 de febrero de 1577-1606 falleció)
- Tomeo Confetto † (10 de mayo de 1606-8 de enero de 1630 falleció)
- Clemente Confetto † (8 de enero de 1630 por sucesión-13 de abril de 1643 nombrado obispo de Acerno)
- Giovanni Carlo Coppola † (18 de mayo de 1643-1652 falleció)
- Ascanio Ugolini † (19 de febrero de 1652-mayo de 1660 falleció)
- Francesco Maria Annoni, C.R. † (21 de junio de 1660-12 de mayo de 1674 falleció)
- Alfonso Pacello † (1 de octubre de 1674-31 de diciembre de 1702 falleció)
- Andrea Sarnelli † (23 de abril de 1703-15 de septiembre de 1707 falleció)
- Giovanni Innocenzo Carusio † (19 de diciembre de 1707-enero de 1718 falleció)
- Angelo Acerno † (6 de abril de 1718-22 de septiembre de 1724 falleció)
- Domenico Antonio Manfredi † (20 de noviembre de 1724-3 de marzo de 1738 nombrado obispo de Boiano)
- Melchiorre Delfico † (5 de mayo de 1738-23 de abril de 1744 falleció)
- Vito Mojo † (15 de junio de 1744-11 de marzo de 1767 falleció)
- Carlo Gagliardi † (10 de julio de 1767-1 de julio de 1778 falleció)
- Luca Nicola De Luca † (14 de diciembre de 1778-26 de marzo de 1792 nombrado obispo de Trivento)
- Giuseppe Maria Benevento, O.F.M.Conv. † (26 de marzo de 1792-antes del 6 de diciembre de 1794 falleció)
  - Sede vacante (1794-1797)
- Giovanni Battista Ferroni † (18 de diciembre de 1797-11 de diciembre de 1826 falleció)
- Filippo Martuscelli † (9 de abril de 1827-16 de julio de 1831 falleció)
- Tommaso Antonio Gigli, O.F.M.Conv. † (2 de julio de 1832-22 de abril de 1858 renunció)
- Francesco Saverio D'Ambrosio, O.F.M.Cap. † (20 de junio de 1859-29 de enero de 1883 falleció)
- Raffaele Capone, C.SS.R. † (29 de enero de 1883 por sucesión-22 de marzo de 1908 falleció)
- Alessio Ascalesi, C.PP.S. † (29 de abril de 1909-19 de junio de 1911 nombrado obispo de Sant'Agata de' Goti)
- Giuseppe Scarlata † (27 de noviembre de 1911-5 de abril de 1935 falleció)
- Bartolomeo Mangino † (30 de diciembre de 1936-18 de febrero de 1946 nombrado obispo de Caserta)
- Giacomo Palombella † (14 de febrero de 1946-3 de enero de 1951 nombrado obispo de Calvi y Teano)
- Matteo Guido Sperandeo † (23 de febrero de 1952-5 de septiembre de 1954 nombrado obispo de Calvi y Teano)
- Antonio Rosario Mennonna † (5 de enero de 1955-22 de febrero de 1962 nombrado obispo de Nardò)
- Umberto Luciano Altomare † (10 de julio de 1962-22 de agosto de 1970 nombrado obispo de Diano-Teggiano)
  - Sede vacante (1970-1973)[nota 2]
- Aurelio Sorrentino † (5 de marzo de 1973-4 de junio de 1977 nombrado arzobispo de Reggio Calabria y obispo de Bova)
- Giuseppe Vairo † (3 de diciembre de 1977-30 de septiembre de 1986 nombrado arzobispo de Potenza-Muro Lucano-Marsico Nuovo)

### Sede de Marsico Nuovo
- Senualdo? † (mencionado en 761)
- Leodrisio? † (mencionado en 861)
- Pietro I? † (mencionado en 981)
- Grimaldo? † (siglo X)[nota 3]
- Gisulfo † (mencionado en 1089)
- Giovanni I, O.S.B. † (antes de 1095-después de 1098)[17][nota 4]
- Leone † (mencionado en 1123)
- Enrico † (antes de 1130-después de 1131)[17]
- Giovanni II † (antes de 1144-después de 1155)[17]
- Giovanni III, O.S.B. † (antes de 1159-después de 1179)[18]
- Giovanni IV † (mencionado en 1188)[18]
- Anónimo † (mencionado en 1193)[18]
- Benedetto † (mencionado en 1200)
- Anselmo † (mencionado en 1210)
- Ruggero I † (mencionado en 1222)
- Anónimo † (mencionado en 1231)[18][nota 5]
- Giovanni V † (mencionado en 1258)[18]
- Reginaldo Lentini, O.P. † (circa 1266-5 de diciembre de 1274 nombrado arzobispo de Mesina)
- Reginaldo da Piperno, O.P. † (22 de junio de 1275-?)
- Giovanni de Vetere † (antes de 1293-después de 1296)
- Matteo † (mencionado en 1305)
- Giovanni Acuto † (mencionado en 1312)
- Ruggero II † (antes de 1314-después de 1326 falleció)
- Pietro II, O.P. † (21 de octubre de 1328-1343)
- Ruggero III † (1343-12 de enero de 1349 nombrado obispo de Tricarico)
- Bartolomeo † (16 de junio de 1349-después de 1364 falleció)
- Pietro Corsari † (12 de noviembre de 1375-29 de enero de 1378 nombrado obispo de Sora)
- Tommaso Sferrato, O.F.M. † (29 de enero de 1378-1384 depuesto)
  - Giacomo de Padula † (22 de abril de 1384-?) (antiobispo)
- Andrea I † (circa 1384-1399 falleció)
- Marco † (6 de octubre de 1399-1399 depuesto)
- Pietro † (31 de mayo de 1400-1400 falleció)
- Nardello da Gaeta, O.F.M. † (11 de junio de 1400-circa 1440 falleció)
- Carletto † (27 de abril de 1440-? falleció)
- Leonardo da Gaeta † (10 de enero de 1453-?)
- Pietro di Diano † (1456-1458 falleció)
- Andrea II † (1458-1460 falleció)
- Sansone de Cayano † (22 de diciembre de 1460-1478 falleció)
- Giovanni Antonio Pitito, O.F.M.Conv. † (27 de julio de 1478-1483 falleció)
- Nicola Angelo de Abbatissa † (17 de octubre de 1483-1483 o 1484 falleció)
- Antonio de Medici, O.F.M. † (2 de julio de 1484-1484 o 1485 falleció)
- Fabrizio Guarna † (12 de agosto de 1485-1494 falleció)
- Ottaviano Caracciolo † (19 de marzo de 1494-1535 falleció)
- Vincenzo Boccaferro, O.S.B.Oliv. † (10 de enero de 1536-1537 falleció)
- Angelo Archilegi † (24 de septiembre de 1537-4 de febrero de 1541 nombrado obispo de Asís)
- Marzio de Marzi Medici † (4 de febrero de 1541-dopo l'11 de diciembre de 1573 falleció)
- Angelo de Marzi Medici † (15 de octubre de 1574-1582 falleció)
- Luigi Pallavicino † (8 de agosto de 1583-7 de noviembre de 1583 nombrado obispo de Niza)
- Antonio Fera, O.F.M.Conv. † (9 de abril de 1584-24 de abril de 1600 falleció)
- Ascanio Parisi † (24 de abril de 1600 por sucesión-23 de abril de 1614 falleció)
- Timoteo Caselli, O.P. † (21 de julio de 1614-23 de noviembre de 1639 falleció)
- Giuseppe Ciantes, O.P. † (5 de marzo de 1640-enero de 1656 renunció)
- Angelo Pineri † (26 de junio de 1656-22 de julio de 1671 falleció)
- Giovanni Battista Falvo † (16 de noviembre de 1671-1 de enero de 1676 falleció)
- Giovanni Gambacorta, C.R. † (23 de marzo de 1676-25 de mayo de 1683 falleció)
- Francesco Antonio Leopardi † (27 de septiembre de 1683-1 de octubre de 1685 nombrado obispo de Tricarico)
- Domenico Lucchetti † (1 de abril de 1686-febrero de 1707 falleció)
  - Sede vacante (1707-1710)
- Donato Anzani † (19 de mayo de 1710-9 de julio de 1732 falleció)
- Alessandro Puoti † (1 de octubre de 1732-3 de agosto de 1744 falleció)
- Diego Andrea Tomacelli † (7 de septiembre de 1744-24 de agosto de 1766 falleció)
- Carlo Tortora † (1 de diciembre de 1766-10 de mayo de 1771 falleció)
- Carlo Nicodemi † (29 de julio de 1771-26 de marzo de 1792 nombrado obispo de Sant'Angelo dei Lombardi y Bisaccia)
- Bernardo Maria della Torre † (26 de marzo de 1792-18 de diciembre de 1797 nombrado obispo de Lettere)
- Paolo Garzilli † (18 de diciembre de 1797-2 de octubre de 1818 nombrado obispo de Bovino)

### Sede de Potenza
- Erculenzio † (antes de 494-después de 496)
- Amanzio o Amando? † (antes de 501-después de 502)[19]
- Pietro † (mencionado en 559)
- Balas? † (mencionado en 826)[19]
- Bruno † (mencionado en 1068)[nota 6]
- Anónimo † (mencionado en 1080)
- Gerardo † (antes de 1099-1111)
- San Gerardo II † (1111-30 de octubre de 1119 falleció)
- Manfredi † (1119-después de 1123/1124)[20]
  - Sede vacante[2]
- Giovanni I † (antes de 1177-después de 1179)
- Anónimo † (mencionado en 1195)[21]
- Bartolomeo † (antes de 1197[21]-después de 1200)
- Enrico † (mencionado en 1206)[21]
- Anónimo † (mencionado en 1209)[21]
- Garzia † (antes de 1218-después de 1221)[21]
- Eliachino † (mencionado en 1223)[21][nota 7]
- Tommasino, O.Praem. † (mencionado en 1231)[nota 8]
- Oberto † (antes de 1250-1256 falleció)
- Guglielmo I (o Gualterio), O.P. † (antes de 1267-después de 1279)[21]
- Bonifacio † (mencionado en 1289)
- Francesco † (1290-después de 1302)
- Guglielmo II † (antes de 1314-1343 falleció)
- Guglielmo Della Torre, O.F.M. † (16 de junio de 1343-?)
- Giovanni de Rupella, O.Carm. † (13 de mayo de 1351-1364 falleció)
- Giacomo † (13 de marzo de 1364-1374 falleció)
- Bartolomeo della Spina † (15 de marzo de 1374-?)
- Marco † (mencionado en 1386)
- Andrea † (1389-26 de septiembre de 1392 nombrado obispo de Squillace)
- Nicola Vincioni † (4 de febrero de 1393-21 de mayo de 1395 nombrado obispo de Ferentino)
- Giacomo † (1395-?)
- Benedetto d'Arpino, O.F.M. † (11 de agosto de 1399-1402 nombrado arzobispo de Lepanto)
- Andrea Serao † (11 de octubre de 1402-17 de noviembre de 1404 nombrado obispo de Caiazzo)
- Benedetto d'Arpino, O.F.M. † (26 de noviembre de 1404-1419 renunció) (por segunda vez)
- Angelo † (11 de septiembre de 1419-25 de febrero de 1429 nombrado arzobispo de Rossano)
- Giacomo Squacquera, O.Cist. † (25 de febrero de 1429-1450 falleció)
- Antonio Anglo (o Angeli) † (1 de julio de 1450-1463 falleció)
- Giovanni Paolo Vassalli † (14 de enero de 1463-17 de abril de 1468 nombrado obispo de Troia)
- Luigi Caracciolo † (17 de abril de 1469-1482 falleció)
- Gianfilippo Castiglioni † (9 de diciembre de 1482-circa 1491 falleció)
- Giorgio Margara † (10 de enero de 1491-?)
- Juan Ortega † (16 de noviembre de 1502-1503 falleció)
  - Jaime Serra i Cau † (29 de noviembre de 1503-7 de agosto de 1506 renunció) (administrador apostólico)
- Giacomo Nini † (7 de agosto de 1506-1521 renunció)
  - Pompeo Colonna † (7 de enero de 1521-28 de noviembre de 1526 renunció) (administrador apostólico)
- Nino Nini † (28 de noviembre de 1526-21 de enero de 1564 falleció)
  - Felice Rossi † (1564-5 de julio de 1566 nombrado obispo de Tropea) (obispo electo)
- Tiberio Carafa † (15 de mayo de 1566-6 de febrero de 1579 nombrado obispo de Cassano)
- Sebastiano Barnaba † (17 de agosto de 1579-19 de junio de 1606 falleció)
- Gaspare Cardoso, O.S.B. † (19 de junio de 1606 por sucesión-1615 falleció)
- Achille Caracciolo † (2 de mayo de 1616-1623 falleció)
  - Sede vacante (1623-1626)
- Diego Vargas † (20 de julio de 1626-octubre de 1633 falleció)
- Girolamo Magnesi † (20 de noviembre de 1634-1641 falleció)
  - Sede vacante (1641-1644)
- Miguel de Torres, O.P. † (18 de abril de 1644-1645 falleció)
- Bonaventura Claverio (Claver), O.F.M. † (16 de julio de 1646-circa 1677 falleció)
- Diego Lozano, O.Carm † (13 de septiembre de 1677-10 de septiembre de 1681 falleció)
- Luigi de Filippi, O.P. † (3 de julio de 1684-5 de enero de 1685 falleció)
- Baldassare da Benavente, O. de M. † (13 de mayo de 1686-30 de octubre de 1687 falleció)
- Pietro de Torres † (24 de enero de 1689-24 de enero de 1695 nombrado arzobispo de Trani)
- Agnello Rossi, O.Carm. † (2 de mayo de 1695-30 de abril de 1707 falleció)
  - Sede vacante (1707-1715)
- Carlo Pignatelli, C.R. † (23 de septiembre de 1715-14 de enero de 1722 nombrado obispo de Gaeta)
- Biagio De Dura † (2 de marzo de 1722-marzo de 1740 falleció)
- José Alfonso Meléndez, O.F.M.Disc. † (30 de enero de 1741-19 de febrero de 1748 nombrado arzobispo de Palermo)
- Tommaso Sersale, C.R. † (1 de abril de 1748-antes del 18 de julio de 1749 falleció)
- Bonaventura Fabozzi, O.F.M. † (21 de julio de 1749-4 de enero de 1761 falleció)
- Carlo Parlati, P.O. † (6 de abril de 1761-14 de diciembre de 1767 nombrado arzobispo de Acerenza y Matera)
- Domenico Russo † (16 de mayo de 1768-20 de marzo de 1780 nombrado obispo de Monopoli)
- Giovanni Andrea Serrao † (18 de julio de 1783-24 de febrero de 1799 falleció)
  - Sede vacante (1799-1805)
- Bartolomeo Cesare † (26 de junio de 1805-30 de septiembre de 1819 falleció)

### Sede de Potenza y Marsico Nuovo
- Giuseppe Maria Botticelli, O.M. † (21 de febrero de 1820-19 de abril de 1822 nombrado obispo de Gallipoli)
- Pietro Ignazio Marolda, C.SS.R. † (19 de abril de 1822-19 de mayo de 1837 nombrado obispo de Pozzuoli)
- Michelangelo Pieramico † (12 de febrero de 1838-septiembre de 1862 falleció)
  - Sede vacante (1862-1867)
- Antonio Maria Fanìa, O.F.M. † (27 de marzo de 1867-23 de enero de 1880 falleció)
- Luigi Carvelli † (23 de enero de 1880 por sucesión-3 de julio de 1882 nombrado obispo de Mileto)
- Tiberio Durante † (25 de septiembre de 1882-31 de octubre de 1899 falleció)
- Ignazio Monterisi † (19 de abril de 1900-17 de febrero de 1913 falleció)
- Roberto Achille Razzòli, O.F.M. † (27 de agosto de 1913-27 de abril de 1925 falleció)
  - Sede vacante (1925-1930)
- Augusto Bertazzoni † (30 de junio de 1930-30 de noviembre de 1966 renunció[nota 9])
- Aurelio Sorrentino † (30 de noviembre de 1966-4 de junio de 1977 nombrado arzobispo de Reggio Calabria y obispo de Bova)
- Giuseppe Vairo † (3 de diciembre de 1977-30 de septiembre de 1986 nombrado arzobispo de Potenza-Muro Lucano-Marsico Nuovo)

### Sede de Potenza-Muro Lucano-Marsico Nuovo
- Giuseppe Vairo † (30 de septiembre de 1986-19 de enero de 1993 retirado)
- Ennio Appignanesi † (19 de enero de 1993-9 de enero de 2001 retirado)
- Agostino Superbo (9 de enero de 2001-5 de octubre de 2015 retirado)
- Salvatore Ligorio (5 de octubre de 2015-2 de febrero de 2024 retirado)
- Davide Carbonaro, O.M.D., desde el 2 de febrero de 2024

### Para Potenza
- (en italiano) La arquidiócesis de Potenza en Beweb - Beni ecclesiastici in web
- (en italiano) Francesco Lanzoni, Le diocesi d'Italia dalle origini al principio del secolo VII (an. 604), vol. I, Faenza, 1927, pp. 325-329
- (en italiano) Giuseppe Cappelletti, Le Chiese d'Italia della loro origine sino ai nostri giorni, vol. XX, Venecia, 1866, pp. 467-480
- (en italiano) Vincenzio d'Avino, Cenni storici sulle chiese arcivescovili, vescovili e prelatizie (nullius) del Regno delle Due Sicilie, Nápoles, 1848, pp. 540-548
- (en latín) Pius Bonifacius Gams, Series episcoporum Ecclesiae Catholicae, Graz, 1957, pp. 913-914
- (en latín) Konrad Eubel, Hierarchia Catholica Medii Aevi, vol. 1, p. 407; vol. 2, pp. 218-219; vol. 3, p. 279; vol. 4, p. 287; vol. 5, pp. 322-323; vol. 6, p. 347

### Para Marsico Nuovo
- (en inglés) La diócesis de Marsico Nuovo en Catholic Hierarchy
- (en inglés) La diócesis de Marsico Nuovo en Giga Catholic
- (en italiano) La diócesis de Marsico Nuovo en Beweb - Beni ecclesiastici in web
- (en italiano) Giuseppe Cappelletti, Le Chiese d'Italia della loro origine sino ai nostri giorni, vol. XX, Venecia, 1866, pp. 379-400
- (en italiano) Gaetano Moroni, Dizionario di erudizione storico-ecclesiastica, vol. 43, pp. 142-146
- (en latín) Pius Bonifacius Gams, Series episcoporum Ecclesiae Catholicae, Graz, 1957, p. 894
- (en latín) Konrad Eubel, Hierarchia Catholica Medii Aevi, vol. 1, p. 328; vol. 2, p. 186; vol. 3, p. 236; vol. 4, p. 233; vol. 5, p. 258; vol. 6, p. 278

### Para Muro Lucano
- (en inglés) La diócesis de Muro Lucano en Catholic Hierarchy
- (en inglés) La diócesis de Muro Lucano en Giga Catholic
- (en italiano) La diócesis de Muro Lucano en Beweb - Beni ecclesiastici in web
- (en italiano) Giuseppe Cappelletti, Le Chiese d'Italia della loro origine sino ai nostri giorni, vol. XX, Venecia, 1866, pp. 571-576
- (en italiano) Vincenzio d'Avino, Cenni storici sulle chiese arcivescovili, vescovili e prelatizie (nullius) del Regno delle Due Sicilie, Nápoles, 1848, pp. 417-421
- (en latín) Pius Bonifacius Gams, Series episcoporum Ecclesiae Catholicae, Graz, 1957, p. 902
- (en latín) Konrad Eubel, Hierarchia Catholica Medii Aevi, vol. 1, p. 352; vol. 2, p. 197; vol. 3, p. 251; vol. 4, pp. 249-250; vol. 5, p. 277; vol. 6, p. 298